# Дайский чжуанский язык
Дайский чжуанский язык (Bu Dai, Dai Zhuang, Kau Ndae, Khaau Daai, Thu Lao, Tu, Tuliao, Tuzu, Wen-Ma Southern Zhuang, Zhuangyu Nanbu fangyan Dejing tuyu, Zhuangyu Nanbu Fangyan Wen-Ma Tuyu) — тайский язык, на котором говорят на западном краю уездов Магуань и Малипо, в посёлке Чжулинь уезда Гуаннань, в посёлке Пинъюань уездаЯньшань, в посёлках Дэхоу, Кайхуа, Лаохуэйлун, Матан, Паньчжихуа уезда Вэньшань Вэньшань-Чжуан-Мяоского автономного округа юго-восточной части провинции Юньнань в Китае и в округе Муонгкхуонг провинции Лаокай во Вьетнаме.
У дайского чжуанского языка имеется основной диалект — тхулао, на котором говорят южнее городов Сонгмао и Тунгнгия, на севере и востоке, около китайской границы, в провинциях Бактхай, Каобанг, Куангнинь, Ламдонг, Лангшон, Туенкуанг, Хабак, Хазянг во Вьетнаме, а также, возможно, и в Лаосе.

## Названия
Ниже представлено несколько названий (оба автонимы и экзонимы) для носителей дайского чжуанского языка (Джонсон 2011a:43).
- Пудай (濮岱)
- pʰu55 ʔdaːi31, pʰu22 taːi11
- Туляо, тулао (土僚、土老)
- Туцзу (土族)
- Пулао, пуляо (濮僚; древний китайский этноним)

## Подразделения
Джонсон (2011b) делит дайский чжуанский язык на 4 диалекта согласно тональной разделяющей структуре: северный, центральный, южный, северо-восточный. Они соответствуют примерно следующим этническим подразделениям (Джонсон 2011a).
- Северный: Принятые главы Ту (датоуту, 搭头土, дайгелай, чёрный тулао). Говорят на севере округа Вэньшань и западе округа Яньшань.
- Центральный: Плоские главы Ту (пинтоуту, 平头土, речные береговые тулао). Говорят во всём городе округа Вэньшань, и в центре городка Паньчжихуа (攀枝花) округа Вэньшань.
- Южный: Конечные главы Ту (цзяньтоуту, 尖头土). Говорят в округах Магуань и Малипо.
- Северо-восточный: Наклонные главы Ту (пяньтоуту, 偏头土). Говорят в округе Гуаннань и в округе Яньшань.

## Фонология
Многие диалекты дайского чжуанского языка сохраняют звонкие смычные согласные, унаследованные из прото-тайского языка (Л-Тхонгкум 1997). Л-Тхонгкум называет диалекты со звонкими смычными как «дай-тхо», а диалекты без любых звонких смычных согласных как «тай-тхо».